# Зарубин, Иван Кондратьевич
Ива́н Кондра́тьевич Зару́бин (1835—1904) — русский хирург, заслуженный профессор и декан медицинского факультета Харьковского университета. Отец дерматолога В. И. Зарубина.

## Биография
Среднее образование получил в Курской гимназии, откуда поступил в Харьковский университет, где в 1856 году окончил курс с оставлением ординатором при госпитальной хирургической клинике. В 1861 году защитил диссертацию «Об органическом восстановлении нижней губы» на степень доктора медицины, в 1862 был утверждён адъюнктом при кафедре хирургии и командирован за границу на два года. В 1863 году назначен экстраординарным профессором по кафедре теоретической хирургии, а с 1865 — ординарным профессором.
Исполняя обязанности декана, прилагал все усилия к учреждению госпитальных клиник при университете и получил согласие Харьковского общественного управления на учреждение терапевтической и хирургической клиники в Александровской больнице. Был инициатором устройства лечебницы для приходящих бедных больных, получившей широкое развитие. В 1882 году занял кафедру госпитальной хирургической клиники. В 1887 году утверждён в звании заслуженного профессора.

## Труды
Все научные труды Зарубина относятся к хирургии: «О лечении нарывов дренажём»; «Об огнестрельных ранах головного мозга»; «О подкожном впрыскивании сулемы»; «О Кисловодске»; «О саркоме грудной стенки»; «О реформе терапии подкожных переломов» и др.